# Дома отдиха Горки
До́ма о́тдиха Го́рки (рос. Дома отдыха Горки) — селище у складі Дмитровського міського округу Московської області, Росія.
Стара назва — Дома отдиха «Горки».

## Населення
Населення — 3778 осіб (2010; 3556 у 2002).
Національний склад (станом на 2002 рік):
- росіяни — 84 %